# Schuylenborgh
Schuylenborgh is een natuurgebied ten zuiden van het Belgisch dorp Beverst.
Dit gebied ligt langs de oevers van de Winterbeek en is vernoemd naar één der eigenaars, Johannes de Schuylenborg, die vermeld werd in 1345. In het gebied werd eertijds een motburcht opgericht, waarvan de gracht gevoed werd door de Winterbeek.
Het gebied was vanouds moerassig en bebost, maar werd later omgevormd tot vochtig hooiland. In 2009 werd het een natuurontwikkelingsgebied en overstromingsgebied voor de Winterbeek. Het wordt beheerd door de vzw Orchis. Men vindt er ruigten en natte weiden. Er staan meidoornstruiken en er groeit dotterbloem, reuzenpaardenstaart, knolsteenbreek en slanke sleutelbloem. Van de vogels kunnen worden genoemd: buizerd, ijsvogel, grasmus, bosrietzanger en ransuil.
Er werd een replica van het mottekasteel opgericht op een omgrachte heuvel.